# Sanda Krgo
Sanda Krgo (Glamoč, 23. veljače 1955.) bosanskohercegovačka je kazališna i televizijska glumica.
Glumu je diplomirala na Odsjeku za opću književnost, bibliotekarstvo i scensku umjetnost Filozofskog fakulteta u Sarajevu. Bila je član ansambla Narodnog pozorišta u Mostaru od 1984. do 1993. godine. Osnivanjem Hrvatskog narodnog kazališta u Mostaru 11. lipnja 1993. godine postaje njegov član i mijenja ime iz Senada u Sanda.
Glumila je u kazališnim  predstavama U Agoniji (Miroslav Krleža), Druga savjest (Josip Muselimović), Sve o ženama (Miro Gavran) i mnogim drugim. Ostvarila je uloge u TV-serijama Viza za budućnost (2002. – 2006.), Aleksa Šantić (1990.) i Brisani prostor (1985.).
Dobitnica je nagrade "Mala liska" koja se dodjeljuje u okviru "Mostarske liske", festivala komedije Bosne i Hercegovine koji je pokrenuo bosanskohercegovački režiser, pisac i direktor Narodnog pozorišta u Mostaru Ahmed Obradović 1991. godine.